# Церква Пупуло

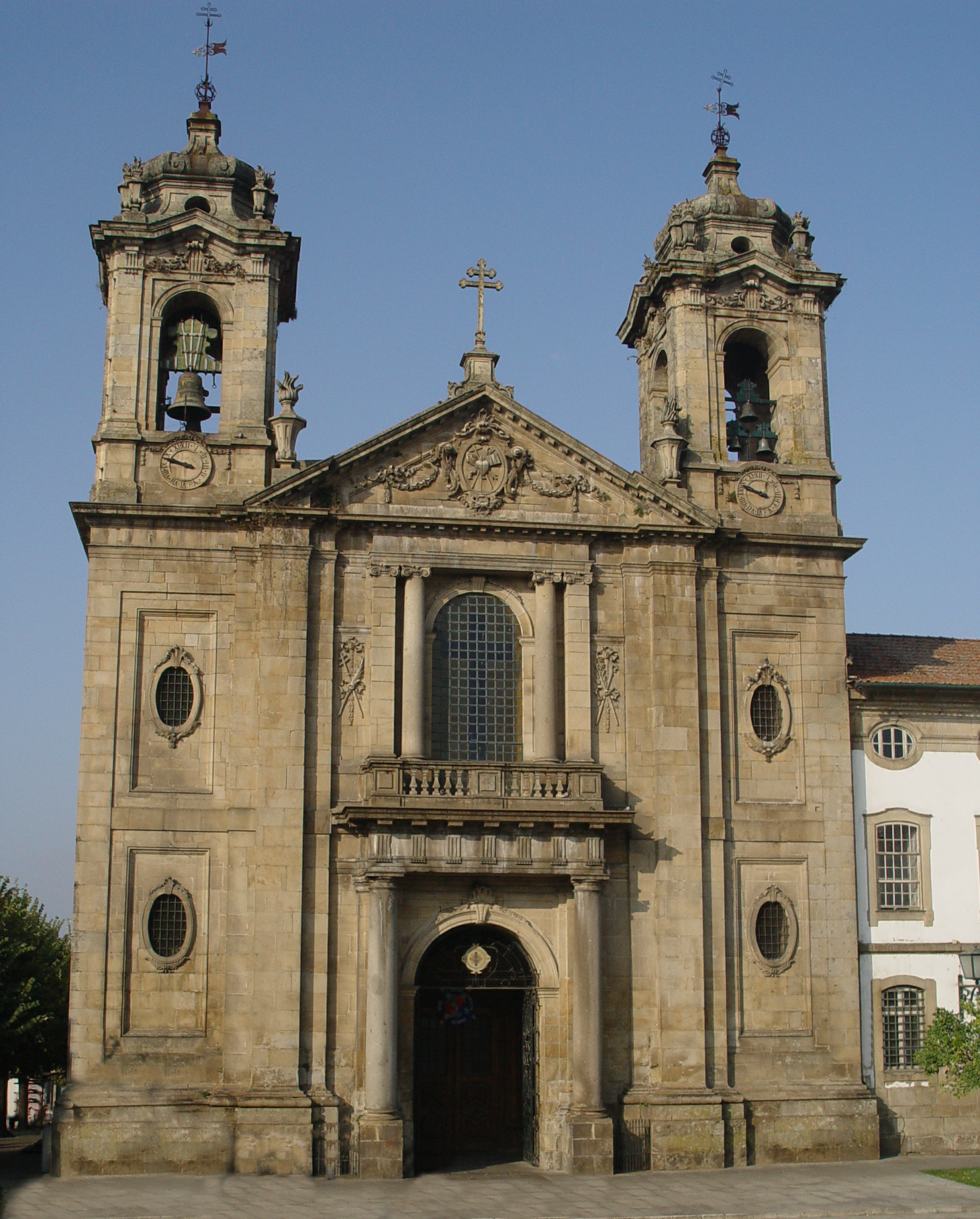
Церква Популо

41°33′07″ пн. ш. 8°25′43″ зх. д. / 41.552061° пн. ш. 8.428502° зх. д.
Церква Популо (порт. Igreja do Pópulo) — неокласична церква, розташована в Бразі. Церква класифікується як власність, що становить суспільний інтерес з 1977 року.

## Про церкву
Церква почала будуватися наприкінці 16 століття за наказом архієпископа Д. Фрея Агостіньо де Ісуса, щоб закликати Діву Марію, прославлену в церкві Санта-Марія-дель-Пополо в Римі. 
Її фронт зазнав певних змін у XVIII столітті до неокласичного стилю, розробленого португальським архітектором Карлосом Амаранте. Її  інтер'єр прикрашений плиткою, що демонструє велику живописну цінність, а також її бароковий вівтар.
Церква та старовинний монастир, який належить до того ж архітектурного блоку,  зараз є частиною Служби ратуші.

## Зовнішні посилання
Вікісховище має мультимедійні дані за темою: Церква Пупуло